# Seoul Challenger Tennis 1996
Il Seoul Challenger Tennis 1996, noto anche come Daewoo Challenger Tennis per motivi di sponsorizzazione, è stato un torneo di tennis facente parte della categoria ATP Challenger Series nell'ambito dell'ATP Challenger Series 1996. Il torneo si è giocato a Seul in Corea del Sud dal 21 al 27 ottobre 1996 su campi in terra rossa.

## Vincitori

### Singolare
Jaime Oncins ha battuto in finale  Patrik Fredriksson con il punteggio di 1–6, 6–1, 6–2

### Doppio
Hyung-Taik Lee /  Yong-Il Yoon hanno battuto in finale  Fredrik Bergh /  Patrik Fredriksson con il punteggio di 6–4, 6–4